# École nationale supérieure de mécanique et d'aérotechnique (ISAE-ENSMA)
De École nationale supérieure de mécanique et d'aérotechnique (ISAE-ENSMA) is een in 1948 opgerichte grande école (technische universiteit) in Chasseneuil-du-Poitou, een voorstad van Poitiers.

## Campus
De campus ligt in het Futuroscope van Chasseneuil-du-Poitou.

## Diploma
Mensen met een diploma van van de ENSMA worden bijvoorbeeld technisch manager of onderzoeker in een werkbouwkundige omgeving.
Diploma's die te behalen zijn:
- Ingenieursdiploma Master : 'Ingénieur ENSMA' (300 ECTS)
- Doctoraatsscholen.

## Onderzoekslaboratorium
- Institut PPrime (Mechanica, Materialen en Energie)[2]
- Computer en automatische

## Bekende alumni
- Lionel Guérin, CEO HOP![3]